# Arc-et-Senans
Arc-et-Senans település Franciaországban, Doubs megyében. Lakosainak száma 1621 fő (2022. január 1.). Arc-et-Senans Chissey-sur-Loue, Champagne-sur-Loue, Cramans, Villers-Farlay és Liesle községekkel határos.

## Népesség
A település népességének változása:
| Lakosok száma | 1236 | 1303 | 1277 | 1428 | 1562 | 1639 | 1624 | 1619 | 1614 | 1621 |
|               | 1968 | 1982 | 1990 | 2006 | 2013 | 2015 | 2017 | 2019 | 2020 | 2022 |